# Euxenus
Genre
Euxenus est un genre d'insectes coléoptères de la famille des Anthribidae. 

## Liste d'espèces
Selon Catalogue of Life (27 août 2014) :
- Euxenus acanthoceroides
- Euxenus apicalis
- Euxenus ater
- Euxenus gracillimus
- Euxenus obscurus
- Euxenus orchestoides
- Euxenus ornatipennis
- Euxenus piceus
- Euxenus posticus
- Euxenus punctatus
- Euxenus rhombifer
- Euxenus subparallelus
- Euxenus variegatus

Selon ITIS (27 août 2014) :
- Euxenus ater Blatchley, 1928
- Euxenus jordani Valentine, 1991
- Euxenus punctatus LeConte, 1876